# 王德和
王德和（？—494年），琅邪临沂人，王弘之曾孙，王普曜之孙，王晏之子，王德元的弟弟，官至南齐晋安王友。建武元年（494年），王晏被齐武帝萧赜诛杀后，王德元与王德和也一并被诛杀。